# Chthonius minous minous
Chthonius minous minous es una subespecie de arácnido  del orden Pseudoscorpionida de la familia Chthoniidae.

## Distribución geográfica
Se encuentra en Creta (Grecia).